# تراموا بروکسل
تراموا بروکسل (انگلیسی: Trams in Brussels) سیستم تراموا در شهر بروکسل، بلژیک است.
این تراموا که در سال ۱۸۶۹ تأسیس شده دارای ۱۸ خط، ۲۹۸ ایستگاه و ۱۴۰٫۶ کیلومتر طول می‌باشد.

## نگارخانه

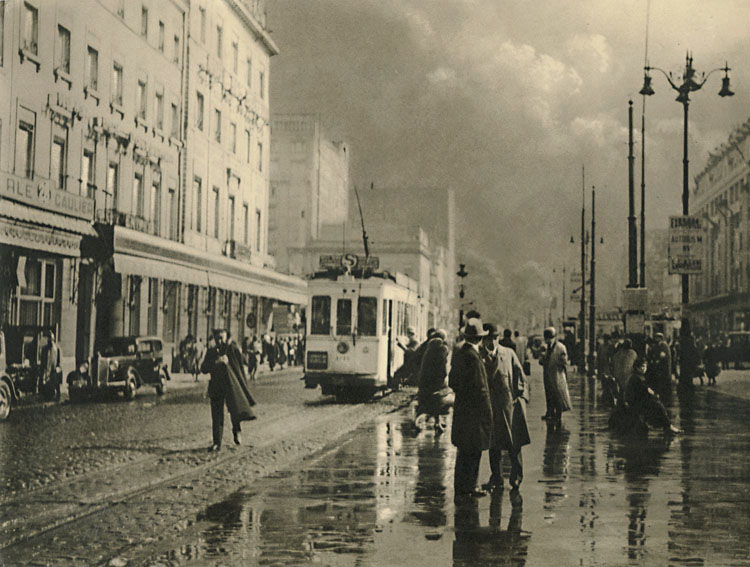
۱۹۳۷
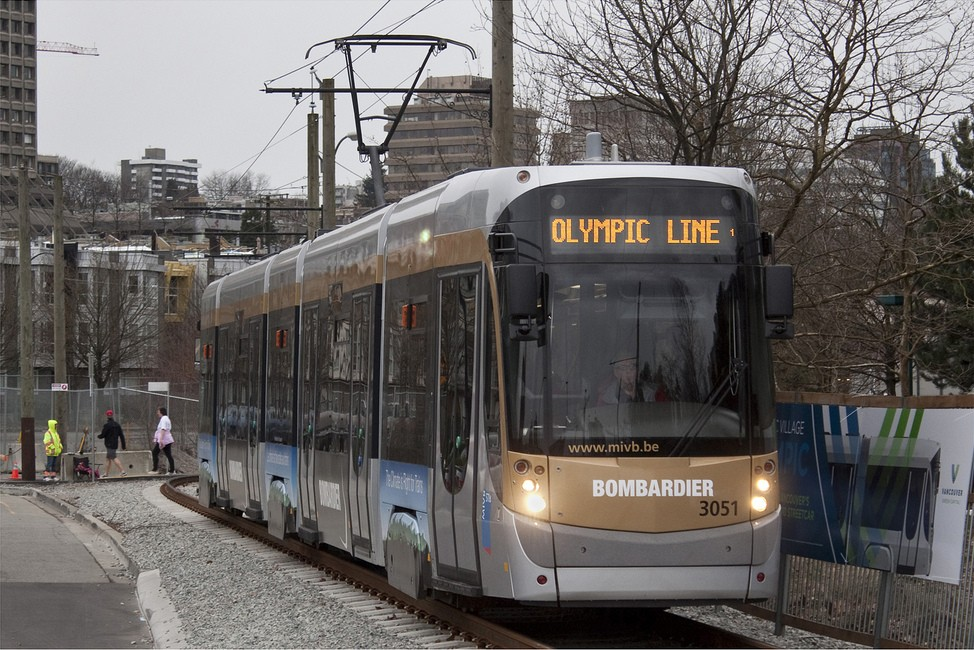
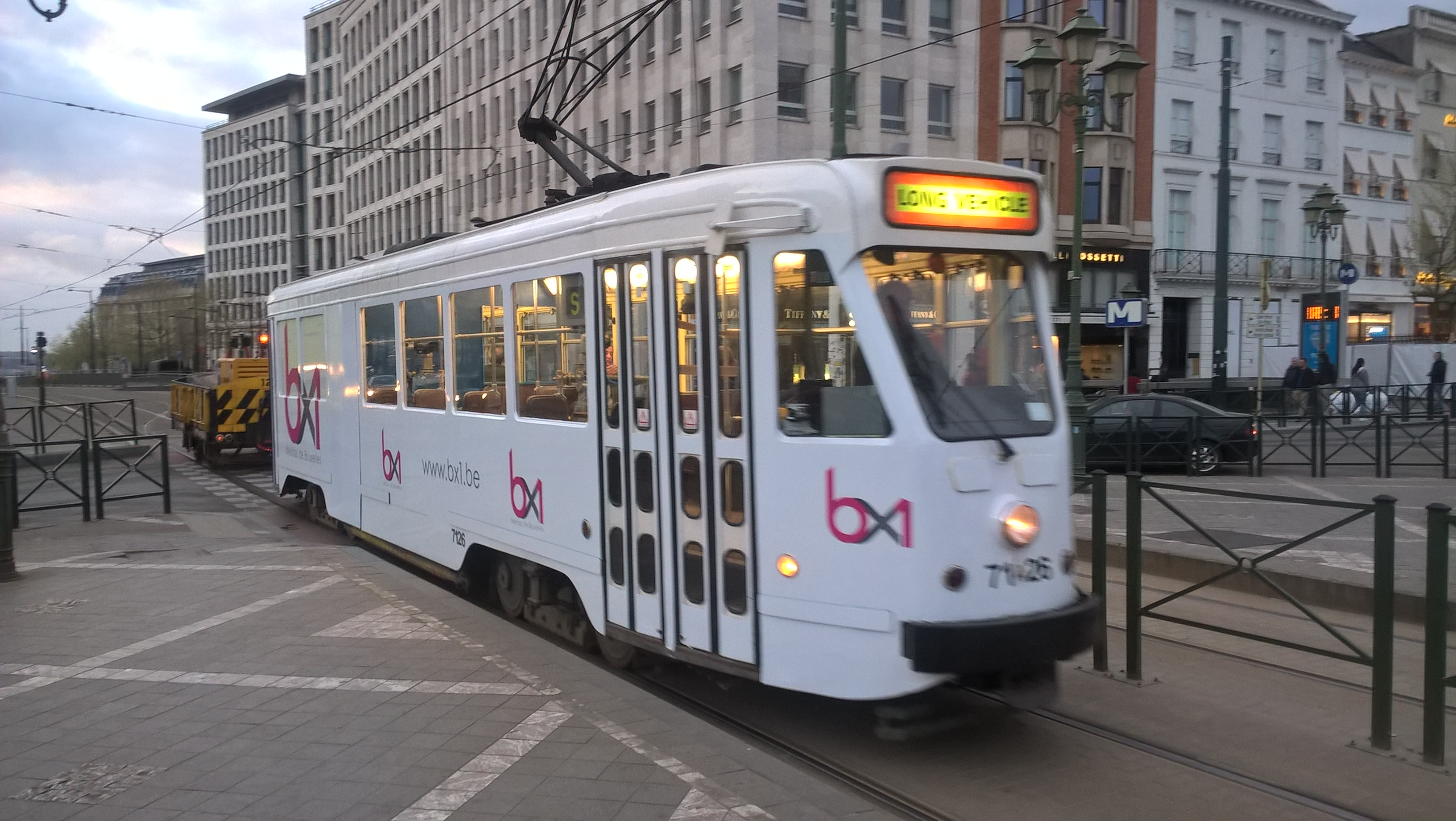
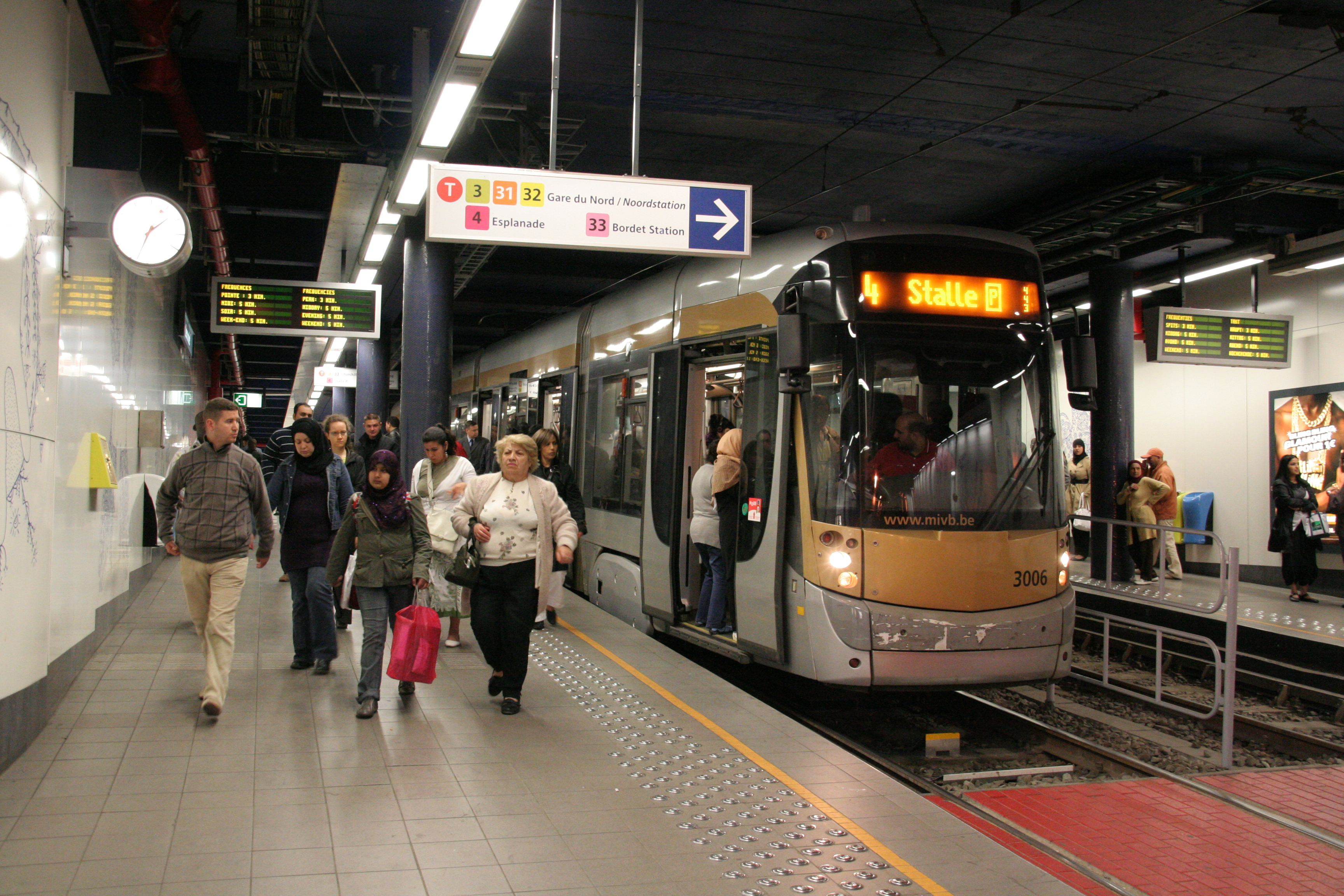